# جانگ فی
ژانگ فِی () (درگذشته ژولای یا اوت ۲۲۱ میلادی), با نام محترم ییده، یک جنگجوی باستانی چینی است. او به همراه برادرانش لیو بی و گوان یو برای احیای سلسله هان جنگیدند. او بسیار خشن و تندخو بود و با سربازان و زیر دستان خود به شدت بداخلاقی می‌کرد ولی در عین حال بسیار وفادار بود و در جنگیدن نظیر نداشت. او هیکلی درشت و قدی بلند داشت و فرماندهی سواره نظام ارتش لیو را برعهده داشت. پسر او ژانگ بائو بود که مانند خودش سالها به لیو کمک کرد و بعد از مرگ ژانگ بائو، ژانگ زون نوه ژانگ وی به شو خدمت کرد. انیمه‌ای ژاپنی به نام افسانه سه برادر به بررسی زندگی آنها پرداخته است. ژانگ فی هنگامی که برای خونخواهی گوان یو لشکر خود را آماده کرده بود شبانه و در خواب به وسیله دو تن از سربازان خائن خود کشته شد.
بعد از تسلط لیو بی به چنگ دو وی به عنوان ژنرال اصلی لیو بی به عنوان یکی از پنج ژنرال ببر در کنار گوان یو، ژائو یون، هوان ژونگ و ما چائو معرفی شد. ژانگ فی از ژنرال‌های اصلی حکومت لیو بی به‌شمار می‌رفت و تقریباً در تمام جنگ‌ها حضوری فعال داشت.